# Joseph René Vilatte

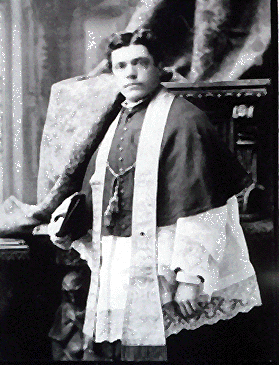
Joseph René Vilatte

Joseph René Vilatte (* 24. Januar 1854 in Paris; † 1. Juli 1929 bei Versailles) war ein Bischof französischer Herkunft. Seine Bedeutung besteht in der Weitergabe der Apostolischen Sukzession an mehrere kirchliche Gemeinschaften altkatholischen Typs außerhalb der Utrechter Union. 

## Leben
Joseph-René Vilatte, Sohn des Joseph-René Vilatte und der Marie Antoinette Chaurin, wurde in der vom römischen Papst getrennten katholischen Petite Église getauft und 1867 in die römisch-katholische Kirche aufgenommen. In späteren Jahren wirkte er in Belgien und Kanada in verschiedenen christlichen Konfessionen, zuletzt für eine Gruppe autonomistischer Katholiken. Auf Empfehlung von Hyacinthe Loyson weihte ihn am 5., 6. bzw. 7. Juni 1885 Eduard Herzog, christkatholischer Bischof von Bern, ebendort zum Subdiakon, Diakon und Priester.
1887 gründete Vilatte in den USA die ordensähnliche Society of the Precious Blood (Gesellschaft vom Kostbaren Blut [Christi], abgeleitet vom Laienkelch) und wurde von dieser am 16. November 1889 zum Bischof gewählt. Die Bischofsweihe nach Römischem Ritus empfing er am 17. April 1892 in Colombo (Ceylon) durch Antonio Francisco Xavier Alvares (= Mar Julius I. von Goa), den Bischof portugiesischer Abstammung einer Gemeinschaft ehemaliger Katholiken des Patriarchats Goa, die sich unter Beibehaltung ihrer lateinischen Liturgie der Syrisch-Orthodoxen Kirche angeschlossen hatte. Die Erlaubnis zur Ordination Vilattes zum „Metropoliten der Gemeinde Wisconsin in Amerika“ hatte der syrisch-antiochenische Patriarch Ignatios Petros III. (sed. 1872-1894) erteilt. Zwei syrisch-orthodoxe Bischöfe aus Malabar (Indien), Paulose Mar Athanasios und Geevarghese Mar Gregorios (= St. Gregorios von Parumala), wirkten bei Vilattes Bischofsweihe mit, der den Amtsnamen Timotheos erhielt. Die Christkatholische Kirche erklärte 1898 seine Ordination zum Bischof für ungültig, da mutmaßlich durch Simonie erlangt, eine Beurteilung, die andere katholische und orthodoxe Autoritäten nicht teilen.

## Wirken
Nach seiner Bischofsweihe machte sich Vilatte von seinen Ordinatoren unabhängig und wirkte in Nordamerika und Europa, ausdrücklich ermutigt durch Hyacinthe Loyson, in Konkurrenz zum internationalen Altkatholizismus der Utrechter Union, in Amerika vertreten durch die Polish National Catholic Church of America. 1898 nahm er in den USA seine erste Bischofsweihe vor. Nach der Trennung von Kirche und Staat in Frankreich (1905) wurde er dort tätig. Ab 1907 amtierte er in Paris, unterstützt von laizistischen Kreisen, als „Ersthierarch“ der neo-gallikanischen „Église Catholique, Apostolique et Française“. 1909 gründete er in den USA die multinationale „American Catholic Church“, für die er mehrere Bischöfe weihte. 1916 zeichnete er als Erzbischof-Primas der „Old Roman Catholic Church“ in Chicago. 1922 legte er sein Amt als deren „Oberbischof“ nieder und kehrte endgültig nach Frankreich zurück. 
Weihnachten 1924 verlieh ihm die Église Gallicane des Louis-François Giraud den Titel „Patriarch des Gallikanischen Episkopats“, den er selbst jedoch nicht führte und der ihm wegen „Apostasie“ zum römischen Katholizismus schließlich aberkannt wurde.
Ab 1894 verhandelte Vilatte mit der römisch-katholischen Kirche über seine Rekonziliation, nahm aber gleichzeitig mehrere Bischofsweihen (bzw. -ernennungen) vor:
- 1898 Stephen Kaminski († 1911) für die „Independent Polish Church“ in Buffalo, N. Y.
- 1900 Paolo Miraglia Gullotti (1857–1918), „Bischof von Piacenza“, Gründer der „Chiesa Cattolica Italiana Indipendente“, seinerseits Haupt-Ordinator (1904) von Jules-Ernest Houssay (1844–1912) für die neo-gallikanische „Église catholique libre de France“.
- 1903 Henry Marsh-Edwards zum „Bischof von Caerleon“.
- 1903 Henry Bernard Ventham zum „Bischof von Dorchester“.
- 1907 Louis-François Giraud (6. Mai 1876 – 2. Juni 1950), am 21. Juni 1907 von Vilatte in Paris zum Priester geweiht, am 26. September 1907 zum Auxiliarbischof gewählt, am 21. Juni 1911 in Aire bei Genf zum Bischof konsekriert durch Jules-Ernest Houssay. Seit 1928 in beanspruchter Nachfolge Vilattes Patriarch der Eglise Gallicane in Gazinet bei Bordeaux.
- 1915 Carmel Henry Carfora für die Italiener der „American Catholic Church“ (zweifelhaft)
- 1915 Frederick Ebenezer John Lloyd (1859–1933) für die Anglophonen der „American Catholic Church“
- 1921 George Alexander McGuire (26. März 1866 – 10. November 1934), Gründer und Primas der „African Orthodox Church“.

Am 1. Juni 1925 legte Vilatte vor dem Apostolischen Nuntius Bonaventura Cerretti (1872–1933), in Paris sein Schuldbekenntnis ab und unterwarf sich dem Papst in Rom. Daraufhin wurden ihm eine päpstliche Rente zuerkannt und die Zisterzienserabtei Sainte-Marie du Pont-Colbert in Versailles als Aufenthaltsort zugewiesen, wo er frei wohnte, korrespondierte und Besuch empfing, u. a. den gnostisch-katholischen Bischof Jean Bricaud („Tau Jean II“; 1881–1934). Dort verbrachte er seine letzten Lebensjahre. Vilatte starb am 1. Juli 1929 an Herzversagen und wurde nach einem privaten Requiem am 3. Juli 1929 in kleinem Kreis auf dem Cimetière des Gonards von Versailles beigesetzt.
Friedrich Heiler, die „Hochkirchliche St.-Johannes-Bruderschaft“ und auch die Hochkirche Österreich führen ihre apostolische Sukzession auf Vilatte zurück.